# Takashi Hara
Takashi Hara (jap. 原 敬 Hara Takashi; ur. 15 marca 1856, zm. 4 listopada 1921) – japoński polityk. Od 29 września 1918 r. do 4 listopada 1921 r. pełnił urząd premiera Japonii. Był pierwszą osobą w historii spoza stanu szlacheckiego, którą desygnowano na to stanowisko, oraz pierwszym chrześcijaninem na tym stanowisku. Jego hasło polityczne brzmiało: „Jestem premierem z niższych sfer”.

## Młodość
Takashi Hara urodził się w feudalnej posiadłości Morioka w prowincji Mutsu (obecnie Morioka w prefekturze Iwate). Wychował się w rodzinie wywodzącej się z klasy samurajów, która nieprzychylnie odnosiła się do restauracji Meiji oraz do powołania nowej formy rządów. Ze względu na powiązania z klanem wrogo nastawionym do nowego rządu cesarskiego, zdominowanego przez feudalne klany Chōshū i Satsuma, Takashi Hara długo pozostawał poza centrum sceny politycznej.
W wieku 15 lat opuścił rodzinny dom i na pokładzie łodzi udał się do Tokio. Nie udało mu się zdać egzaminu wstępnego do prestiżowej Japońskiej Cesarskiej Akademii Morskiej. Zapisał się więc do założonego przez Francuzów Seminarium Morskiego, bezpłatnej szkoły religijnej. W trakcie nauki w seminarium nauczył się płynnie języka francuskiego. Wkrótce potem zapisał się do szkoły prawniczej, podległej Ministerstwu Sprawiedliwości. Nie ukończył jej jednak, gdyż odszedł na znak protestu przeciwko polityce dyrekcji.
W wieku 17 lat Takashi Hara przyjął chrzest w Kościele rzymskokatolickim. Przyjął imię Dawid. Chociaż podejrzewano go, że ochrzcił się dla osobistych korzyści, to jednak otwarcie i publicznie przyznawał się do swojej wiary praktycznie aż do śmierci. W wieku 19 lat Takashi Hara wyrzekł się swego szlacheckiego pochodzenia i wybrał przynależność do niższych klas społecznych. Później, w różnych momentach jego kariery politycznej, składano mu propozycję nobilitacji, jednak Hara odrzucał je wszystkie, gdyż nie chciał psuć dobrych relacji z proletariatem, któremu zawdzięczał miejsce w Izbie Reprezentantów.
W roku 1879 Hara podjął pracę reportera prasowego, którą wykonywał przez trzy lata. Odszedł z redakcji wówczas, gdy jej zarząd podjął decyzję o uczynieniu z gazety organu konserwatywnej partii Rikken Kaishintō (Konstytucyjna Partia Reform, 1882–1896), kierowanej przez Shigenobu Ōkumę.

## Urzędnik państwowy
W 1882 r. Hara podjął pracę w Ministerstwie Spraw Zagranicznych, na prośbę ministra Kaoru Inoue. Na podstawie dobrego wrażenia, jakie na ministrze wywarł Hara w toku dyskusji odnośnie do wizji przyszłej polityki Japonii, które prowadzili podczas podróży do Korei w 1884 r., Inoue postanowił mianować Harę konsulem generalnym w Tianjinie, w Chinach. Później Hara objął posadę sekretarza Ambasady Japonii w Paryżu. Za kadencji ministra Munemitsu Mutsu pełnił urząd wiceministra spraw zagranicznych oraz ambasadora w Korei. Następnie odszedł na pewien czas z polityki i przez kilka lat pracował jako dziennikarz. Wkrótce potem objął stanowisko szefa codziennej gazety Mainichi Shimbun w Osace.

## Kariera polityczna
W roku 1900 Hara powrócił na arenę polityczną. Wstąpił do nowo utworzonej partii o nazwie Rikken Seiyūkai (Konstytucyjne Stowarzyszenie Przyjaciół Polityki, 1900–1940), założonej przez Hirobumiego Itō. Hara objął funkcję sekretarza generalnego tego stronnictwa.
Z powodzeniem ubiegał się o miejsce w niższej izbie japońskiego Zgromadzenia Narodowego. W czwartym rządzie premiera Itō stanął na czele Ministerstwa Komunikacji. W kilku kolejnych gabinetach (w latach 1906–1913) piastował urząd ministra spraw wewnętrznych.
Hara zdawał sobie sprawę z faktu, że podstawową kwestią polityczną w Japonii są napięcia pomiędzy wybranym przez naród rządem a mianowaną biurokracją. Z tego powodu poświęcił swoją kadencję na osłabienie znaczenia wpływowych biurokratów, którzy piastowali swoje stanowiska od wielu lat. Jako minister spraw wewnętrznych, usuwał ze stanowisk lokalnych urzędników na każdym szczeblu administracji. Wszystkich pracowników publicznych, co do których kompetencji miał zastrzeżenia, Hara zastępował ludźmi posiadającymi odpowiednie kwalifikacje, bez względu na osobiste sympatie. W ten sposób stworzył system, w którym ludzie zdolni mogli wspiąć się na szczyt lokalnej administracji, niezależnie od pochodzenia czy przynależności politycznej. Hara dobrze rozumiał, że utrzymanie przez rząd zwierzchnictwa nad obranymi urzędnikami lokalnymi zależy od zdolności rządu do rozwoju państwowej infrastruktury oraz od opracowania długofalowego planu gospodarczego, który byłby korzystny zarówno dla regionalnych, jak i dla państwowych interesów.
W roku 1914, po gorącej debacie, Hara otrzymał stanowisko prezesa partii Rikken Seiyūkai. Zastąpił starzejącego się przywódcę ugrupowania, Kinmochiego Saionji. Ówczesny okres w historii Japonii (lata 1912–1926) nosił miano Taishō. Trendy polityczne odchodziły wówczas od tradycyjnego japońskiego systemu rządowego i skłaniały się ku demokracji parlamentarnej. Pod przywództwem Hary stronnictwo Rikken Seiyūkai zdobywało coraz większe poparcie społeczne i już w roku 1917 było ono najsilniejszą partią w Zgromadzeniu Narodowym.
Hara miał zdecydowane poglądy na temat swoich przeciwników, przywódców wojskowych oraz polityków, pochodzących z prefektur Kagoshima i Yamaguchi, czyli dawnych klanów Satsuma i Chōshū.

## Na stanowisku premiera
W 1918 r. premier Masatake Terauchi został zmuszony do dymisji na skutek zamieszek. W dniu 28 września 1918 r. jego następcą został Takashi Hara. Był on pierwszym premierem, wywodzącym się z niższych sfer społecznych. Co więcej, był on jedynym premierem w okresie przed 1945 r., który był członkiem Zgromadzenia Narodowego i przywódcą największej partii w parlamencie, a nie – szlachcicem, urzędnikiem, czy wojskowym. Hara to również pierwszy w historii Japonii cywilny zwierzchnik sił zbrojnych – podczas nieobecności ministra marynarki wojennej, admirała Tomosaburō Katō, który udał się na konferencję waszyngtońską, Hara tymczasowo przejął jego obowiązki w Ministerstwie Marynarki.
Jako premier Hara stopniowo tracił popularność. Szczególnie krytykowano go, gdy odmówił wykorzystania posiadanej większości w niższej izbie Zgromadzenia do uchwalenia powszechnego prawa wyborczego. Ostrożność Hary w kwestii rozszerzenia praw wyborczych spotkała się z nieprzychylną reakcją liberałów i socjalistów, którzy oskarżali premiera o celowe opóźnianie wprowadzenia powszechnego prawa wyborczego, które mogło osłabić jego pozycję. Jako polityk silnie związany ze swoją partią, Hara nigdy nie cieszył się poparciem konserwatystów, urzędników, ani wojskowych, a zagorzali nacjonaliści jawnie go lekceważyli.
W trakcie jego kadencji Japonia uczestniczyła w konferencji pokojowej w Paryżu (po I wojnie światowej) i wstąpiła do Ligi Narodów jako jeden z członków założycieli. W Korei Japonia wykorzystała swoje siły zbrojne do stłumienia powstania niepodległościowego. Później jednak złagodziła swoją politykę na półwyspie, aby zmniejszyć niezadowolenie ludności koreańskiej z japońskiej okupacji.
Po powstaniu koreańskim z roku 1919, Hara postanowił prowadzić ugodową politykę względem kolonii, a szczególnie – Korei. Zaproponował swojemu sprzymierzeńcowi politycznemu, Makoto Saitō, politykowi o umiarkowanych poglądach, posadę generalnego gubernatora Korei. Wprowadził on administrację kolonialną złożoną głównie z urzędników cywilnych, zwiększył swobodę kulturową w Korei; zezwolił na wprowadzenie pierwszego programu nauczania, który uwzględniał naukę języka i historii koreańskiej. Zamierzał również zezwolić na ograniczoną samorządność Korei (która jednak w dalszym ciągu miała znajdować pod kontrolą cesarza japońskiego). Jego polityka zyskała jednak niewielu zwolenników wśród Koreańczyków i Japończyków; ci pierwsi uważali, że ustępstwa są niedostateczne; ci drudzy – że są nadmierne.
W roku 1921 Takashi Hara został zasztyletowany przez zwrotniczego kolejowego, Kon’ichiego Nakaokę, związanego z prawicą, na dworcu kolejowym w Tokio. Nakaoka wyszedł na wolność 13 lat po dokonaniu zabójstwa.
W przeciwieństwie do wielu współczesnych mu polityków japońskich, Hara wiódł względnie skromne życie w wynajętym domu położonym niedaleko parku Shiba w centrum Tokio. Pozostawił po sobie niewielki majątek, w tym swój pamiętnik. W testamencie napisał: „W ciągu kilka lat po mojej śmierci mój pamiętnik powinien zostać opublikowany. To mój najcenniejszy skarb, dlatego musi być chroniony”. Zgodnie z ostatnią wolą polityka, pamiętnik został opublikowany. Zawiera on jedną z najcenniejszych relacji dotyczących sceny politycznej ówczesnej epoki. Opis życia codziennego Hary jest przeplatany opiniami i przemyśleniami na temat japońskich polityków. Pamiętnik liczy kilka tysięcy stron. Odkrywa wiele istotnych informacji, o których historycy wcześniej nie mieli pojęcia.